# Thiago André
Thiago André (ur. 4 sierpnia 1995) – brazylijski lekkoatleta specjalizujący się w biegach średniodystansowych.
Na międzynarodowej imprezie zadebiutował w 2012, zdobywając srebro w biegu juniorów młodszych podczas mistrzostw Ameryki Południowej w biegach przełajowych. W 2013 sięgnął po dwa srebrne medale na mistrzostwach panamerykańskich juniorów oraz zdobył dwa tytuły mistrzowskie czempionatu Ameryki Południowej juniorów. W 2014 startował na juniorskich mistrzostwach świata w Eugene, podczas których zajął 4. miejsce na 800 i 1500 metrów. Srebrny medalista mistrzostw ibero-amerykańskich na dystansie 800 metrów (2014).
Złoty medalista mistrzostw Brazylii.

## Osiągnięcia
| Rok  | Impreza                                         | Miejsce        | Konkurencja             | Lokata      | Wynik    |
| ---- | ----------------------------------------------- | -------------- | ----------------------- | ----------- | -------- |
| 2012 | Mistrzostwa Ameryki Płd. w biegach przełajowych | Lima           | bieg juniorów młodszych | 2. miejsce  | 12:43    |
| 2013 | Mistrzostwa świata w biegach przełajowych       | Bydgoszcz      | bieg juniorów           | 46. miejsce | 23:35    |
| 2013 | Mistrzostwa panamerykańskie juniorów            | Medellín       | bieg na 1500 metrów     | 2. miejsce  | 3:54,22  |
| 2013 | Mistrzostwa panamerykańskie juniorów            | Medellín       | bieg na 5000 metrów     | 2. miejsce  | 14:52,46 |
| 2013 | Mistrzostwa Ameryki Południowej juniorów        | Resistencia    | bieg na 1500 metrów     | 1. miejsce  | 3:48,42  |
| 2013 | Mistrzostwa Ameryki Południowej juniorów        | Resistencia    | bieg na 5000 metrów     | 1. miejsce  | 14:46,51 |
| 2014 | Mistrzostwa świata juniorów                     | Eugene         | bieg na 800 metrów      | 4. miejsce  | 1:46,06  |
| 2014 | Mistrzostwa świata juniorów                     | Eugene         | bieg na 1500 metrów     | 4. miejsce  | 3:42,58  |
| 2014 | Mistrzostwa ibero-amerykańskie                  | São Paulo      | bieg na 800 metrów      | 2. miejsce  | 1:45,99  |
| 2015 | Igrzyska panamerykańskie                        | Toronto        | bieg na 1500 metrów     | 8. miejsce  | 3:43,71  |
| 2016 | Igrzyska olimpijskie                            | Rio de Janeiro | bieg na 1500 metrów     | eliminacje  | 3:44,42  |
| 2017 | Mistrzostwa świata                              | Londyn         | bieg na 800 metrów      | 7. miejsce  | 1:46,30  |
| 2017 | Mistrzostwa świata                              | Londyn         | bieg na 1500 metrów     | eliminacje  | DNS      |
| 2018 | Mistrzostwa ibero-amerykańskie                  | Trujillo       | bieg na 800 metrów      | 1. miejsce  | 1:46,73  |
| 2018 | Mistrzostwa ibero-amerykańskie                  | Trujillo       | bieg na 1500 metrów     | 2. miejsce  | 3:48,48  |
| 2021 | Mistrzostwa Ameryki Południowej                 | Guayaquil      | bieg na 800 metrów      | 1. miejsce  | 1:45,62  |
| 2021 | Mistrzostwa Ameryki Południowej                 | Guayaquil      | bieg na 1500 metrów     | 1. miejsce  | 3:37,92  |
| 2021 | Igrzyska olimpijskie                            | Tokio          | bieg na 800 metrów      | eliminacje  | 1:47,75  |
| 2021 | Igrzyska olimpijskie                            | Tokio          | bieg na 1500 metrów     | eliminacje  | 3:47,71  |
| 2022 | Mistrzostwa świata                              | Eugene         | bieg na 1500 metrów     | eliminacje  | DNS      |
| 2023 | Igrzyska panamerykańskie                        | Santiago       | bieg na 1500 metrów     | 6. miejsce  | 3:40,48  |
| 2024 | Halowe mistrzostwa Ameryki Południowej          | Cochabamba     | bieg na 1500 metrów     | 3. miejsce  | 4:00,54  |
| 2024 | Mistrzostwa ibero-amerykańskie                  | Cuiabá         | bieg na 1500 metrów     | 1. miejsce  | 3:39,60  |
| 2025 | Halowe mistrzostwa Ameryki Południowej          | Cochabamba     | bieg na 1500 metrów     | 1. miejsce  | 3:50,09  |
| 2025 | Mistrzostwa Ameryki Południowej                 | Mar del Plata  | bieg na 1500 metrów     | 3. miejsce  | 3:44,77  |

## Rekordy życiowe
- Bieg na 800 metrów – 1:44,81 (2017)
- Bieg na 1500 metrów (stadion) – 3:35,28 (2017)
- Bieg na 1500 metrów (hala) – 3:39,13 (2020) były rekord Ameryki Południowej
- Bieg na milę – 3:51,99 (2017)
- Bieg na 3000 metrów – 7:55,02 (2022)

Do zawodnika należy aktualny rekord Ameryki Południowej juniorów w biegu na 1500 metrów (3:40,59 w 2014).